# إيفرت فيرغسون
إيفرت فيرغسون (بالإنجليزية: Everett Ferguson)‏ هو مؤرخ الدين أمريكي، ولد في 18 فبراير 1933.